# Cryptographis albianalis
Cryptographis albianalis là một loài bướm đêm trong họ Crambidae.